# Jean-Philippe Le Cerf de La Viéville
Pour les articles homonymes, voir Cerf (homonymie).
Jean-Philippe Le Cerf de la Viéville, né en 1677 à Rouen et mort à l’abbaye de Fécamp le 11 mars 1748, est un religieux français, moine bénédictin de la congrégation de Saint-Maur.

## Biographie
De parents nobles, qui furent chancelier et garde des sceaux du Parlement de Normandie. Il avait un frère magistrat et musicologue Jean-Laurent Le Cerf de La Viéville. Il fit ses humanités au collège de Rouen, il n’avait pas fini sa rhétorique lorsqu’il décida d’embrasser l’état religieux.
Il entra dans la congrégation de Saint-Maur où il avait déjà un oncle. Celui-ci envoya son neveu à Marmoutier dont le prieur était dom Claude Marrin, il reçut de ce supérieur l’habit monastique le 18 mars 1696 et fit profession le 20 mars 1697. Comme il aimait la littérature, ses supérieurs l’envoyèrent à Rouen où il se livra avec succès à l’éloquence de la chaire, mais ses forces physiques ne pouvant résister à la fatigue que lui causaient et la composition de ses sermons et la véhémence avec laquelle il les débitait, il vit sa santé s’altérer sensiblement où il tomba malade. Il partit alors pour l’abbaye de Saint-Wandrille. Là il attaqua par ses écrits, le culte que l’on rend à plusieurs saints. Mais il eut pour antagoniste dom François Le Tellier qui remporta la victoire.
Transféré à l’abbaye de Fécamp, il y devint grabataire pendant près de trente ans, malgré son état il est infatigable et étonne par sa mémoire, il entreprend et termine plusieurs ouvrages. Il compose entre autres : la Bibliothèque des écrivains de la Congrégation de Saint-Maur. N’ayant pu obtenir de ses supérieurs, (le père de Sainte-Marthe, général de la congrégation lui retourne son manuscrit) l’autorisation d’imprimer cet ouvrage, à cause de quelques traits satiriques qu’il contenait contre plusieurs de ses confrères, Le Cerf de la Viéville confia son manuscrit au célèbre abbé dom Prévost, qui l’envoya en Hollande, où Jean Le Clerc le publia en 1726 in-12 chez Pierre Gosse à La Haye. Dans son avertissement l’auteur dit faire preuve d’impartialité, mais on s’aperçoit qu’à l’égard de dom Martianay, de dom Lirn et de quelques autres qu’il est plein de ressentiments. Il a beau prétendre que son ouvrage est une ébauche, il va essuyer une vive critique de Perdoux de La Perrière, citoyen d’Orléans qui se cache sous le nom de dom P. le Richoulx de Norlas dans une lettre de 1727. Dom Le Cerf se défendra dans un ouvrage paru à Paris chez Chaubert la même année. Pensant avoir affaire à un confrère, il le prend de haut et prétend que les erreurs et omissions proviennent de l’éditeur, il y apprend aux lecteurs qu’il avait un privilège du roi, avec approbation de Mr Rigeri, censeur royal et que le Révérend Père de Sainte-Marthe son Général lui avait dit que l’ouvrage était bien écrit. Mais il ne dit pas qu’on lui avait refusé la permission de l’imprimer. Le savant revint à la charge et publia une seconde lettre dénonçant plusieurs erreurs grossières et bévues. Le supplément que dom Le Cerf devait faire n’est jamais paru. Il répond à plusieurs remarques de l’abbé Laurent Josse Le Clerc dans une lettre conservée à la Bibliothèque française de Sauzet t. 16e - 1e partie. 
On a, du même bénédictin : Défense de la Bibliothèque historique et critique, etc.  Paris, 1727, in-12 ; Éloge de Jean-Laurent Le Cerf de La Viéville de Fresneuse, dans le Mercure de France d’avril 1726 ; Histoire de la Constitution Unigenitus en ce qui concerne la congrégation de Saint-Maur, Utrecht, 1735, in-12 ; Bibliothèque des auteurs de Normandie ; Apologie des Normands ; Vie du cardinal Du Perron ; ces trois derniers ouvrages sont inédits. Il a avancé avec le Père Bouillard que le Père de Jumilhac a seulement dirigé l’impression de l’ouvrage du Plainchant et que dom Le Clerc en est l’auteur. Mais ils sont combattus par dom Martène qui attribue au père de Jumilhac la science et la pratique du plain-chant.

## Œuvres en ligne
- Bibliothèque historique et critique des auteurs de la Congrégation de S. Maur, La Haye, Pierre Gosse, 1726

## Source
- Théodore-Éloi Lebreton, Biographie rouennaise, Rouen, Le Brument, 1865, p. 215
- Antoine-Alexandre Barbier, Dictionnaire des ouvrages anonymes et pseudonymes, 2e  éd., Paris, Barrois l’ainé, 1824, p. 248.